# Parc national de Dharug
Le parc national de Dharug est un parc national situé en Nouvelle-Galles du Sud en Australie à 58 km au nord de Sydney.